# Lega Nazionale per la Difesa del Cane
La Lega Nazionale per la Difesa del Cane, in acronimo LNDC Animal Protection, è un'associazione animalista italiana impegnata nella tutela della vita e del benessere degli animali di ogni specie, in particolare di cani e gatti randagi.

## Storia
La Lega Nazionale per la Difesa del Cane fu fondata a Roma il 22 dicembre 1950 dallo scrittore Piero Scanziani, esperto di cinologia e direttore della rivista Cani di tutte le razze. Lo statuto originario prevedeva scopi protezionistici come la costruzione di rifugi per cani abbandonati, la gestione dei canili municipali, la promozione di "criteri più umanitari" per la soppressione dei cani randagi, oltre che combattere le "azioni vessatorie" contro i cani.  Nel corso del tempo l'associazione, grazie al lavoro dei volontari, si è espansa su tutto il territorio italiano con la fondazione di numerose sezioni, assolvendo all'obiettivo di costruire o gestire rifugi per accogliere e prendersi cura degli animali abbandonati.
 

Nel 2005 Giorgio Panariello è stato nominato presidente onorario dell'associazione che, nel 2017, ha assunto ufficialmente la denominazione "LNDC Animal Protection", avendo essa ampliato il proprio raggio di azione a salvaguardia di tutti gli altri animali:

## Attività
L'associazione si propone come obiettivo la difesa della vita, dei diritti e del benessere degli animali. Lo Statuto recita che LNDC:
della natura e dell’ambiente, in particolare attraverso azioni e servizi finalizzati alla tutela ed al miglioramento delle condizioni ambientali ed all'impiego eticamente sostenibile delle risorse naturali, e della lotta alla zoomafia per il rispetto della legalità.»
Al 2023, LNDC conta 69 sezioni e 11 delegazioni territoriali in 17 regioni italiane; la maggior parte di queste gestiscono canili e rifugi grazie all'impegno di oltre 2000 persone volontarie.
È dotata di un team legale che intraprende azioni amministrative e giudiziarie nei casi di sfruttamento, maltrattamento e uccisione di animali: emblematica la vicenda dell'allevamento Green Hill a Montichiari che, dopo una complessa battaglia giudiziaria condotta insieme ad altre associazioni animaliste, si è conclusa con il salvataggio dalla sperimentazione di più di tremila beagle e con la condanna dei vertici italiani del Marshall Farm Group. Il clamore mediatico suscitato dal processo ha portato all'approvazione del Decreto legislativo 26/2014, che vieta l'allevamento sul territorio italiano di cani, gatti e scimmie a scopo di ricerca. Gli avvocati di LNDC, in rappresentanza anche di altre associazioni, si sono spesso battuti per la difesa della fauna selvatica, proponendo ricorsi ai vari TAR e al Consiglio di Stato contro i decreti di abbattimento di orsi e lupi.
LNDC Animal Protection è riconosciuta dal Ministero della salute come associazione che persegue finalità di tutela degli interessi lesi da reati contro gli animali (D.M. Salute ai sensi della Legge 189/04).
È membro della Federazione Italiana Associazioni Diritti Animali e Ambiente e fa parte della coalizione ETCA per l'abolizione dell'utilizzo delle gabbie negli allevamenti nell'Unione Europea.

### Progetti
Il cortometraggio Angelo: Life of a Street Dog è stato patrocinato da LNDC Animal Protection e realizzato da Andrea Dalfino per la Newscapes Entertainment. Il film racconta la vera storia di un cane randagio che, nel 2016 a Sangineto, è stato seviziato e ucciso da quattro ragazzi. Gli autori del crimine hanno poi postato il video delle torture su Facebook, scatenando l'indignazione dell'opinione pubblica e riaprendo il dibattito sui diritti degli animali. I proventi derivati dalla distribuzione del cortometraggio sono stati devoluti all'associazione, che li ha destinati a finanziare progetti di sterilizzazione di cani randagi nel Sud Italia.